# コリラギン
コリラギン(Corilagin)は、エラジタンニンの1つである。1951年にジビジビ(Caesalpinia coriaria)の抽出物から初めて単離され、これが分子名の由来となった。Alchornea glandulosaや、ザクロの葉にも見られる。
弱い炭酸脱水素酵素阻害効果を持つ。
エラグ酸とコリラギンはTGF-β1依存的な上皮間葉転換を阻害し、線維形成を弱めることがマウスモデルで示されている。